# Sankt Wendel, Tyskland
St. Wendel, innan år 2000 Sankt Wendel, är en stad i Landkreis St. Wendel i förbundslandet Saarland i Tyskland.
De tidigare kommunerna 
Bliesen, Bubach i. O., Dörrenbach, Hoof, Leitersweiler, Marth, Niederkirchen i. O., Niederlinxweiler, Oberlinxweiler, Osterbrücken, Remmesweiler, Saal, Urweiler. Werschweiler och Winterbach uppgick i Sankt Wendel 1 januari 1974. Namnet ändrades från Sankt Wendel till St. Wendel 1 januari 2000.